# Statistiques sur l'Union européenne
Cet article présente des statistiques générales sur l'Union européenne.

## Statistiques institutionnelles (pas mises à jour: départ du Royaume-Uni)
| États membres      | Date d'entrée | Sièges au Parlement | Sièges au Parlement % du total | Voix au Conseil | Voix au Conseil % du total |
| ------------------ | ------------- | ------------------- | ------------------------------ | --------------- | -------------------------- |
| Union européenne   | N/A           | 752                 | 100,0 %                        | 345             | 100,0 %                    |
| Bulgarie           | 2007          | 18                  | 2.4 %                          | 10              | 2,9 %                      |
| Autriche           | 1995          | 19                  | 2,5 %                          | 10              | 2,9 %                      |
| Belgique           | 1957          | 22                  | 2,9 %                          | 12              | 3,5 %                      |
| Chypre             | 2004          | 6                   | 0,8 %                          | 4               | 1,1 %                      |
| République tchèque | 2004          | 22                  | 2,9 %                          | 12              | 3,5 %                      |
| Danemark           | 1973          | 13                  | 1,7 %                          | 7               | 2,0 %                      |
| Estonie            | 2004          | 6                   | 0,8 %                          | 4               | 1,1 %                      |
| Finlande           | 1995          | 13                  | 1,7 %                          | 7               | 2,0 %                      |
| France             | 1957          | 700                 | 98,7 %                         | 87              | 85,4 %                     |
| Allemagne          | 1957          | 99                  | 13,2 %                         | 29              | 8,4 %                      |
| Grèce              | 1981          | 22                  | 3,0 %                          | 12              | 3,4 %                      |
| Hongrie            | 2004          | 22                  | 3,0 %                          | 12              | 3,4 %                      |
| Irlande            | 1973          | 12                  | 1,6 %                          | 7               | 2,0 %                      |
| Italie             | 1957          | 73                  | 9,7 %                          | 29              | 8,4 %                      |
| Lettonie           | 2004          | 9                   | 1,2 %                          | 4               | 1,1 %                      |
| Lituanie           | 2004          | 12                  | 1,6 %                          | 7               | 2,0 %                      |
| Luxembourg         | 1957          | 6                   | 0,8 %                          | 4               | 1,1 %                      |
| Malte              | 2004          | 6                   | 0,8 %                          | 3               | 0,9 %                      |
| Pays-Bas           | 1957          | 26                  | 3,4 %                          | 13              | 3,8 %                      |
| Pologne            | 2004          | 51                  | 6,8 %                          | 27              | 7,8 %                      |
| Espagne            | 1986          | 54                  | 7,2 %                          | 27              | 7,8 %                      |
| Slovaquie          | 2004          | 13                  | 1,7 %                          | 7               | 2,0 %                      |
| Slovénie           | 2004          | 8                   | 1,1 %                          | 4               | 1,1 %                      |
| Suède              | 1995          | 20                  | 2,7 %                          | 10              | 2,9 %                      |
| Royaume-Uni        | 1973          | 72                  | 9,6 %                          | 29              | 8,4 %                      |

## Budget européen
La première ressource de l'UE est la contribution de ses États membres. Chacun contribue au budget et reçoit des fonds en retour, de la part de l'UE selon son niveau de développement, entre autres.
Le tableau suivant montre les contributions. Il tient compte du rabais accordé au Royaume-Uni.
| États membres      | Contribution totale en Euros | Contribution totale en % du total du budget européen |
| ------------------ | ---------------------------- | ---------------------------------------------------- |
| Union européenne   | 105 259 468 772              | 10 ,00 %                                             |
| Allemagne          | 22 218 438 941               | 21,11 %                                              |
| France             | 17 303 107 859               | 16,44 %                                              |
| Italie             | 14 359 479 157               | 13,64 %                                              |
| Royaume-Uni        | 13 739 900 046               | 13,05 %                                              |
| Espagne            | 8 957 286 488                | 8,51 %                                               |
| Pays-Bas           | 5 552 933 781                | 5,28 %                                               |
| Belgique           | 4 035 286 807                | 3,83 %                                               |
| Suède              | 2 832 862 000                | 2,69 %                                               |
| Autriche           | 2 308 432 030                | 2,19 %                                               |
| Danemark           | 2 130 860 212                | 2,02 %                                               |
| Pologne            | 2 099 087 114                | 1,99 %                                               |
| Grèce              | 1 882 611 879                | 1,79 %                                               |
| Finlande           | 1 544 832 284                | 1,42 %                                               |
| Portugal           | 1 443 049 602                | 1,37 %                                               |
| Irlande            | 1 341 281 313                | 1,27 %                                               |
| Hongrie            | 1 003 119 411                | 0,95 %                                               |
| République tchèque | 932 392 859                  | 0,89 %                                               |
| Slovaquie          | 393 148 777                  | 0,37 %                                               |
| Slovénie           | 299 993 572                  | 0,29 %                                               |
| Luxembourg         | 241 439 011                  | 0,23 %                                               |
| Lituanie           | 211 000 000                  | 0,20 %                                               |
| Chypre             | 144 556 416                  | 0,14 %                                               |
| Lettonie           | 115 205 431                  | 0,11 %                                               |
| Estonie            | 100 756 308                  | 0,10 %                                               |
| Malte              | 57 409 269                   | 0,05 %                                               |

## Proportion de non européens
Dans la plupart des villes européennes, il y a une certaine proportion d'habitants qui ne sont pas ressortissants d'un pays de l'UE. Voici les chiffres d'Eurostat.
| Rang | Ville                    | Proportion % |
| ---- | ------------------------ | ------------ |
| 1    | Tallinn, Estonie         | 27.8         |
| 2    | Cayenne, France (Guyane) | 22.7         |
| 3    | Athènes, Grèce           | 16.7         |
| 4    | Francfort, Allemagne     | 16.3         |
| 5    | Munich, Allemagne        | 16.2         |
| 6    | Vienne, Autriche         | 14.4         |
| 7    | Augsbourg, Allemagne     | 14.3         |
| 8    | Cologne, Allemagne       | 14.0         |
| 9    | Wiesbaden, Allemagne     | 13.9         |
| 10   | Bonn, Allemagne          | 13.5         |

| Rang | Ville                        | Proportion % |
| ---- | ---------------------------- | ------------ |
| 1    | Konin, Pologne               | 0.0          |
| =    | Suwalki, Pologne             | 0.0          |
| =    | Zory, Pologne                | 0.0          |
| 2    | Kielce, Pologne              | 0.1          |
| =    | Poznań, Pologne              | 0.1          |
| =    | Toruń, Pologne               | 0.1          |
| =    | Lublin, Pologne              | 0.1          |
| =    | Gorzów Wielkopolski, Pologne | 0.1          |
| =    | Gdańsk, Pologne              | 0.1          |
| =    | Cracovie, Pologne            | 0.1          |

## Liberté et gouvernance
Il y a beaucoup d'indices disponibles tels que ceux sur la corruption, le développement et la liberté. 

### Liberté de la presse
Reporters sans frontières publie un rapport annuel sur la liberté de la presse dans chaque pays. En 2004 cinq pays, le Danemark, la Finlande, l'Irlande, les Pays-Bas et la Slovaquie ont obtenu le score de 0.50 se classant ainsi à la meilleure place mondiale et donc européenne. L'Italie et l'Espagne avaient le moins bon score européen avec 9.00. 
Il n'y a pas de données disponibles pour Chypre, Malte et le Luxembourg.

### Liberté économique
Un indice de liberté économique est réalisé par le Wall Street Journal et la Heritage Foundation. Il est composé de 50 différentes variables dans des domaines tels que la politique commerciale et les interventions du gouvernement. Le Luxembourg obtient la première place européenne et la troisième mondiale. 

### Perception de la corruption
Transparency International est une Organisation non gouvernementale qui publie un rapport annuel sur la corruption dans le monde. Les positions dans ce tableau se réfèrent au Corruption Perceptions Index 2004. Les trois pays nordiques de l'UE, la Finlande, le Danemark et la Suède obtiennent la première place mondiale et donc européenne.

### Développement humain
L'indice de développement humain (IDH) est établi par l'Organisation des Nations unies (ONU). Il mesure le niveau de développement à travers trois aspects :
- pauvreté (produit intérieur brut (PNB))
- éducation (taux d'alphabétisation)
- santé (espérance de vie)

La Suède est le pays le plus développé de l'UE et aussi le second à l'échelle mondiale, seulement battue par la Norvège.
Attention ! Le tableau ci-contre est erroné : l'article Classement IDH des pays indique le classement correct.

### Égalité de revenu
L'indice d'inégalité de revenu, mesuré par le coefficient de Gini, rend compte de la répartition des revenus à travers la population. La Hongrie a la plus faible inégalité de revenu avec un coefficient de 24,4, tandis que le Portugal est le pays le plus inégalitaire avec un score de 38,5. Les statistiques de Malte et Chypre ne sont pas disponibles et ne sont pas incluses dans ce tableau. Ces statistiques ont été compilées par l'ONU.

## Compléments